# The British Invasion
The British Invasion foi um grupo de wrestling profissional na promoção Total Nonstop Action Wrestling (TNA), consistindo dos lutadores ingleses Doug Williams, Magnus e seu guarda-costas galês Rob Terry. A aliança teve sucesso com Williams e Magnus segurando os Campeonatos Mundiais de Duplas da IWGP e da TNA, enquanto Williams e Terry também ganharam os Campeonatos da X Division e Global, respectivamente.
O grupo se desfez em 2010, quando Terry atacou Magnus no Impactǃ de 18 de fevereiro, se tornando num mocinho. No mês seguinte, Magnus foi retirado da televisão, enquanto Williams continuou sua carreira individual na X Division, efetivamente terminando a British Invasion.
Eventualmente, Magnus voltou a fazer dupla com Williams entre 2010 e 2012, recendo várias oportunidades pelo Campeonato Mundial de Duplas da TNA, mas não conseguiram vencer os títulos em nenhuma ocasião. O grupo se encerrou definitivamente quando Magnus começou a fazer dupla com Samoa Joe 2 de fevereiro de 2012.

## No wrestling
- Movimentos de finalização duplo
  - Combinação Bearhug hold (Magnus) / diving European uppercut (Williams)[8]
- Movimentos secundários duplos
  - Double straight jacket neckbreaker[9]
  - Combinação Running arched big boot (Magnus) / German suplex (Williams)[10]
- Tema de entrada
  - "The British Invasion" por Dale Oliver[11]

## Campeonatos e realizações
- Total Nonstop Action Wrestling
  - IWGP Tag Team Championship (1 vez)[12] - Magnus e Williams
  - TNA Global Championship (1 vez)[13] - Terry
  - TNA World Tag Team Championship (1 vez) [14]  - Magnus e Williams
  - TNA X Division Championship (1 vez) [15]  - Williams
  - Xplosion Championship Challenge (2011) – Magnus[16]